# Феодосийская улица (Санкт-Петербург)

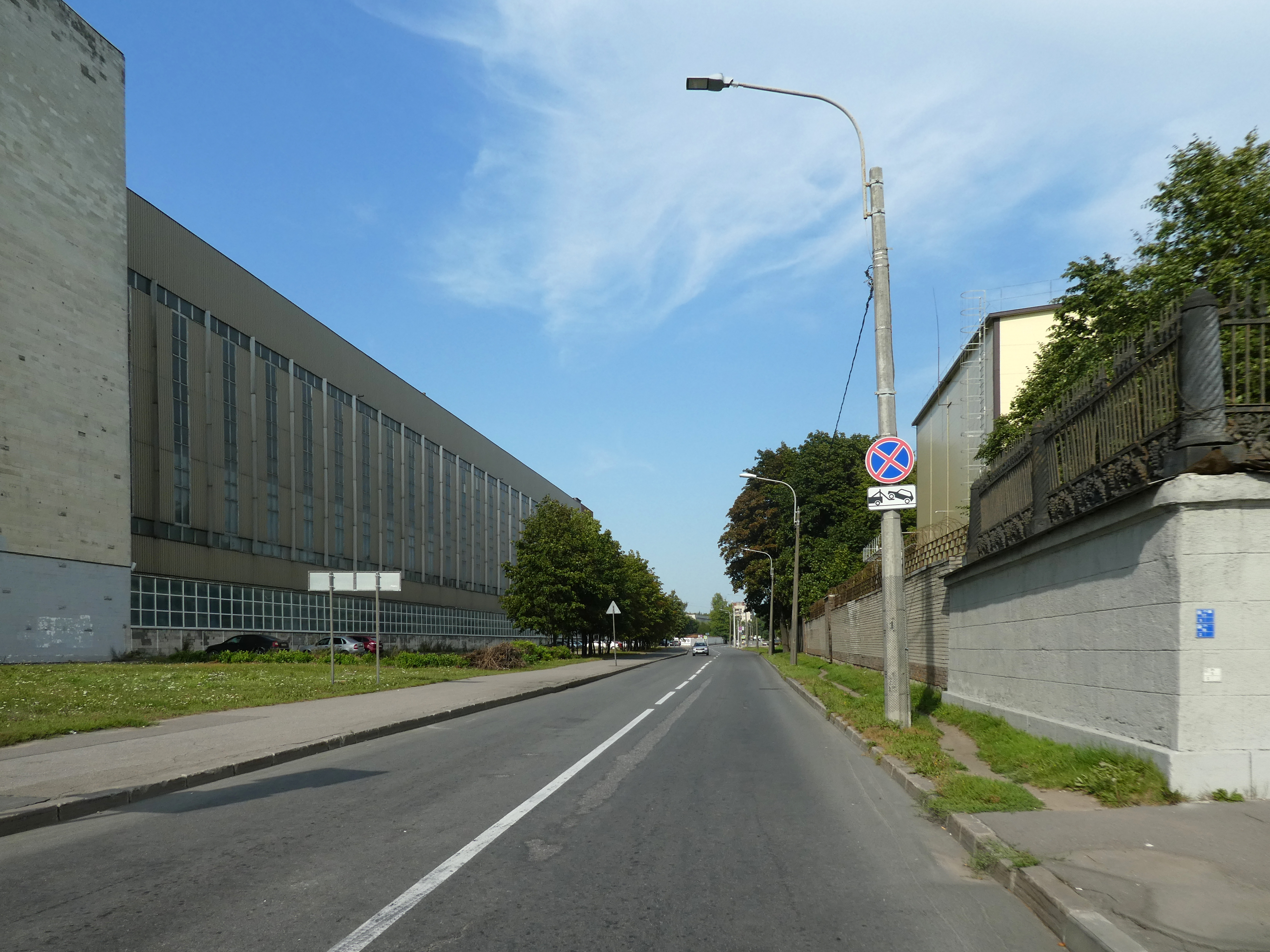
Вид от Свердловской набережной

Феодоси́йская улица — улица в Калининском районе Санкт-Петербурга. Меридиональная улица в историческом районе Выборгская сторона. Проходит от Свердловской набережной до Полюстровского проспекта.

## История
16 апреля 1887 года улица получила название Вильманстрандская по шведскому названию современного города Лаппеэнранта.
Современное название улица получила 15 декабря 1952 года по крымскому городу Феодосия.

## Транспорт
Ближайшая к Феодосийской улице станция метро — «Площадь Ленина» 1-й (Кировско-Выборгской) линии.
Маршрутов общественного транспорта, проходящих по этой улице, нет. Феодосийскую улицу пересекает трамвайная линия по улице Жукова. У примыкания к Полюстровскому проспекту находится автобусная остановка «Феодосийская улица».

## Достопримечательности
- Сквер Безбородко (к востоку от пересечения Феодосийской улицы с Полюстровским проспектом), который является частью бывшего парка дачи Безбородко, расположенной на Свердловской набережной. Ансамбль дачи Безбородко с парком — объект культурного наследия России федерального значения[1].

## Пересечения
- Свердловская набережная
- улица Жукова
- Полюстровский проспект